# Chamaeza
Genre
Chamaeza est un genre de passereaux de la famille des Formicariidés. Il est originaire d'Amérique du Sud.

## Liste des espèces
Selon la classification de référence du Congrès ornithologique international (version 6.4, 2016) :
- Chamaeza campanisona — Chamaeza à queue courte, Tétéma flambé (Lichtenstein, MHK, 1823)
  - Chamaeza campanisona columbiana (von Berlepsch & Stolzmann, 1896)
  - Chamaeza campanisona tshororo (Bertoni, W, 1901)[Note 1]
  - Chamaeza campanisona punctigula (Chapman, 1924)
  - Chamaeza campanisona olivacea (Tschudi, 1844)
  - Chamaeza campanisona huachamacarii (Phelps & Phelps Jr, 1951)
  - Chamaeza campanisona berlepschi (Stolzmann, 1926)
  - Chamaeza campanisona venezuelana (Ménégaux & Hellmayr, 1906)
  - Chamaeza campanisona yavii (Phelps & Phelps Jr, 1947)
  - Chamaeza campanisona obscura (Zimmer, JT & Phelps, 1944)
  - Chamaeza campanisona fulvescens (Salvin & Godman, 1882)
  - Chamaeza campanisona boliviana (Hellmayr & Seilern, 1912)
  - Chamaeza campanisona campanisona (Lichtenstein, MHK, 1823)
- Chamaeza nobilis — Chamaeza à bande, Tétéma strié (Gould, 1855)
  - Chamaeza nobilis rubida (Zimmer, JT, 1932)
  - Chamaeza nobilis nobilis (Gould, 1855)
  - Chamaeza nobilis fulvipectus (Todd, 1927)
- Chamaeza meruloides — Chamaeza de Such, Tétéma de Such (Vigors, 1825)
- Chamaeza ruficauda — Chamaeza du Brésil, Tétéma à queue rousse (Cabanis & Heine, 1859)
- Chamaeza turdina — Tétéma festonné (Cabanis & Heine, 1859)
  - Chamaeza turdina turdina (Cabanis & Heine, 1859)
  - Chamaeza turdina chionogaster (Hellmayr, 1906)
- Chamaeza mollissima — Chamaeza des Andes, Tétéma barré (Sclater, PL, 1855)
  - Chamaeza mollissima mollissima (Sclater, PL, 1855)
  - Chamaeza mollissima yungae (Carriker, 1935)